# Світанок (телесеріал, 2005)
«Світанок» (ісп. Alborada) — мексиканська теленовела виробництва компанії Televisa. У головних ролях Лусеро, Фернандо Колунга та Даніела Ромо. Прем'єрний показ відбувся на каналі Las Estrellas 24 жовтня 2005 — 24 лютого 2006 років.

## Сюжет
Дія відбувається в колоніальних Панамі та Мексиці. Іполіта Діас, позашлюбна дитина, яку відібрали в її матері Асунсьйон, мешкає разом з бабусею у місті Санта-Рита в Панамі. Перед смертю бабуся встигає видати онуку заміж за Антоніо Гусмана, про якого ходять дивні чутки. Через півроку після весілля Іполіта все ще лишається незайманою, а її чоловік відбувається відмовками про якусь хворобу. Донья Аделаїда, свекруха Іполіти, дуже лиха на неї, бо через відсутність спадкоємця вони втрачають можливість отримати велику спадщину від багатого родича.
Тим часом до міста прибуває молодий підприємець Луїс Манріке, який не підозрює, що тут на нього чекає смертельна пастка, влаштована його кузеном. Йому вдається вирватися з рук вбивць і сховатися у володіннях доньї Аделаїди, яка, помітивши його зовнішню схожість зі своїм сином, вимагає щоб той в обмін на порятунок, увійшов вночі до спальні її невістки і зачав із нею дитину. Луїс змушений погодитися. Іполіта не підозрює обману і приймає його, вважаючи що до неї прийшов її чоловік. Але після всього Луїс не витримує докорів сумління, і, приховуючи обличчя, відкриває правду Іполіті про угоду з доньєю Аделаїдою. Тієї ж ночі йому вдається втекти з будинку, після чого він вирушає до Мексики. Скоро Іполіта виявляє що вагітна. Разом із служницею Адою вона втікає з дому і народжує хлопчика, якому дає ім'я Рафаель і якого видає за сина своєї служниці. Через три роки безплідних пошуків, донья Аделаїда помирає.
Іполіта приїжджає до мексиканського міста Куенкас, де мешкають її мати Асунсьйон з чоловіком та донькою, а також Луїс з дружиною Есперансою, яка не може мати дітей. Між Іполітою і Луїсом виникає кохання, перепоною якому стає не лише його шлюб, але й донья Хуана, мати Луїса, яка багато років зберігає страшну таємницю.

## У ролях
- Лусеро — Іполіта Діас де Гусман / де Марнріке
- Фернандо Колунга — Луїс Манріке Арельяно
- Даніела Ромо — донья Хуана Арельяно де Марнріке
- Луїс Роберт Гусман — Дієго Арельяно Мендоса, граф де Гевара
- Артуро Пеніче — Антоніо Гусман Пантоха
- Ернесто Лагардія — Крістобаль Лара Монтемайор-і-Роблес
- Іран Кастільйо  — Каталіна Ескобар Діас Монтеро / де Лара
- Валентіно Ланус — Мартін Альварадо
- Алехандро Томассі — Феліпе Альварадо Соларес
- Мануель Охеда — дон Франсіско Ескобар
- Олівія Бусіо — Асунсьйон Діас Монтеро де Ескобар
- Ванесса Гусман — Перла
- Маріанна Карр — Ісабель Манріке де Леіва
- Маріанна Гарса — Есперанса де Корса де Манріке
- Беатріс Морено — Адальхіса Санчес (Ада)
- Марія Рохо — Вікторія Мансеро Ов'єдо де Вальдес
- Магда Гусман — Сара де Ов'єдо (Ла Подероса)
- Давид Остроскі — Агустін де Корса
- Хан — Сантьяго де Корса
- Марсело Кордова — Маркос Лопес
- Карлос Гірон — Сіріло
- Лусеро Ландер — сестра Тереса де Лара Монтемайор-і-Роблес
- Патрисія Мартінес — Кармела де Альварадо
- Моніка Мігель — Модеста
- Александер Рено — Рафаель Луїс Манріке Арельяно
- Артуро Васкес — Рамон Фуентес
- Гільберто де Анда — Амількарес Гарса
- Ребекка Манрікес — Ельвіра Сандоваль
- Аналія дель Мар — Мірта
- Аврора Клавель — Клеотільда
- Габріель де Серантес — Лазаро
- Хосе Луїс Ресендес — Андрес Ескобар Фуентерілья
- Шерлін — Марина Сандоваль
- Суллі Монтеро  — Аделаїда Пантоха де Гусман
- Роберта — Паула
- Руді Касанова — Фермін
- Едгардо Елісер — Вісенте
- Арчі Лафранко — Родріго де Рівера
- Крістіна Пастор — Елоїса Ітурральде
- Лупіта Лара — Росаріо
- Ісаура Еспіноса — Еусебія

## Нагороди та номінації
TVyNovelas Awards 2006
- Найкраща теленовела (Карла Естрада).
- Найкраща акторка (Лусеро).
- Найкращий актор (Фернандо Колунга).
- Найкраща лиходійка (Даніела Ромо).
- Найкраща роль у виконанні заслуженого актора (Мануель Охеда).
- Найкраща акторка другого плану (Маріанна Карр).
- Найкращий актор другого плану (Ернесто Лагардія).
- Номінація на найкращого режисера-постановника (Моніка Мігель).
- Номінація на найкращу музичну тему (Пласідо Домінго).

Bravo Awards 2006
- Найкраща теленовела (Карла Естрада).
- Найкраща акторка (Лусеро).
- Найкращий актор (Фернандо Колунга).
- Найкраща лиходійка (Даніела Ромо).
- Найкраща акторка у характерній ролі (Маріанна Карр).
- Найкраща характерна роль у виконанні заслуженої акторки (Моніка Мігель).
- Найкраща характерна роль у виконанні заслуженого актора (Мануель Охеда)[1].

ACE Awards 2006
- Найкращий актор у телепостановці (Фернандо Колунга).